# Alois Matýsek
Alois Matýsek (26. ledna 1920 Štramberk nebo Nový Jičín – ?) byl český palubní radiotelegrafista a střelec 311. československé bombardovací perutě.

## Život

### Před druhou světovou válkou
Alois Matýsek se narodil 26. ledna 1920 ve Štramberku. Vychodil pět tříd obecné a tři třídy měšťanské školy a vyučil se automechanikem.

### Druhá světová válka
Po německé okupaci opustil Alois Matýsek společně s Jaromírem Bajerem a jeho bratrancem Jaroslavem Bajerem 5. srpna 1939 ilegálně Protektorát Čechy a Morava a odešel do Polska, kde se v Krakově přihlásil do zde vznikající československé jednotky. Využil nabídku a pokračoval do Francie, kde v vstoupil do řad cizinecké legie. Jako její příslušník působil v severní Africe. Po vypuknutí druhé světové války byl převezen zpět a v Agde zařazen do zde vznikající Československé armády v zahraničí. Jako příslušník 1. československého pluku se bitvy o Francii nezúčastnil. Po jejím pádu v červnu 1940 se evakuoval do Spojeného království. Přihlásil se do Royal Air Force, následně působil jako mechanik u 311. československé bombardovací peruti. V listopadu 1942 byl odeslán k výcviku na palubního radiotelegrafistu a střelce, po jehož úspěšném absolvování a návratu k 311. peruti zahájil v srpnu 1943 operační turnus. S 311. perutí se účastnil protiponorkových a protilodních hlídkových letů na oceánem. Po ukoneční turnusu se k létání již nevrátil a do koce války působil opět jako mechanik u 310. československé stíhací perutě.

### Po druhé světové válce
Po skončení druhé světové války se Alois Matýsek vrátil do Československa, po demobilizaci v roce 1945 ale odcestoval zpět do Spojeného království k manželce, se kterou se během války oženil.

## Vyznamenání
- Československá medaile Za chrabrost před nepřítelem
- Československá medaile za zásluhy I. stupně
- Pamětní medaile československé armády v zahraničí